# 洪翼漢
洪 翼漢（ホン・イカン、こうよくかん、朝鮮語: 홍익한、1586年 - 1637年）は、李氏朝鮮の文臣。1637年に丙子胡乱が起きるや、呉達済、尹集とともに、清との講和に最後まで反対したため、「三学士」と呼ばれる。本貫は南陽洪氏。

## 概要
1636年、清の使臣が李氏朝鮮に赴き、清が李氏朝鮮を属国扱いする侮辱的・屈辱的な要求を突き付けたとき、清の使臣を殺すことを主張した。
丙子の乱の際、洪翼漢は清を蛮夷だとして、最後まで主戦論を主張した。1637年1月30日、仁祖が漢江南岸の三田洞にある清軍本営に出向き、設けられた受降壇で、ホンタイジが天子であることを三跪九叩頭の礼によって認めることを、臣下の面前で屈辱的におこない、臣従を誓わせられ、屈辱的な三田渡の盟約を余儀なくされると、洪翼漢は斥和臣として捕えられ、瀋陽において処刑された。
洪翼漢の思想は、伝統的な朱子学の立場に立っており、明に対する慕華、忠君思想が根幹をなし、著書『尊周彙編』では「列聖相承，世藩職修，事大一心（先祖代々から中華の藩屏として仕え、強大な主君に一意専心仕えるのみ）」と主張している。要するに、中華の天子へ忠実に諸侯の礼を尽くしてきたということであり、中華帝国からすれば、この「千年属国」の朝鮮こそがもっとも忠実な模範属国であり、執拗に抵抗し、ひとすじ縄ではいかないベトナムに比べれば、まさしく「礼儀の国」そのものであった。

## 著書
- 『尊周彙編』